# Lachnanthes caroliniana
Lachnanthes es un género monotípico de plantas de la familia Haemodoraceae. Su única especie, Lachnanthes caroliniana, es conocida en su lugar de origen con el nombre común de redroot. 

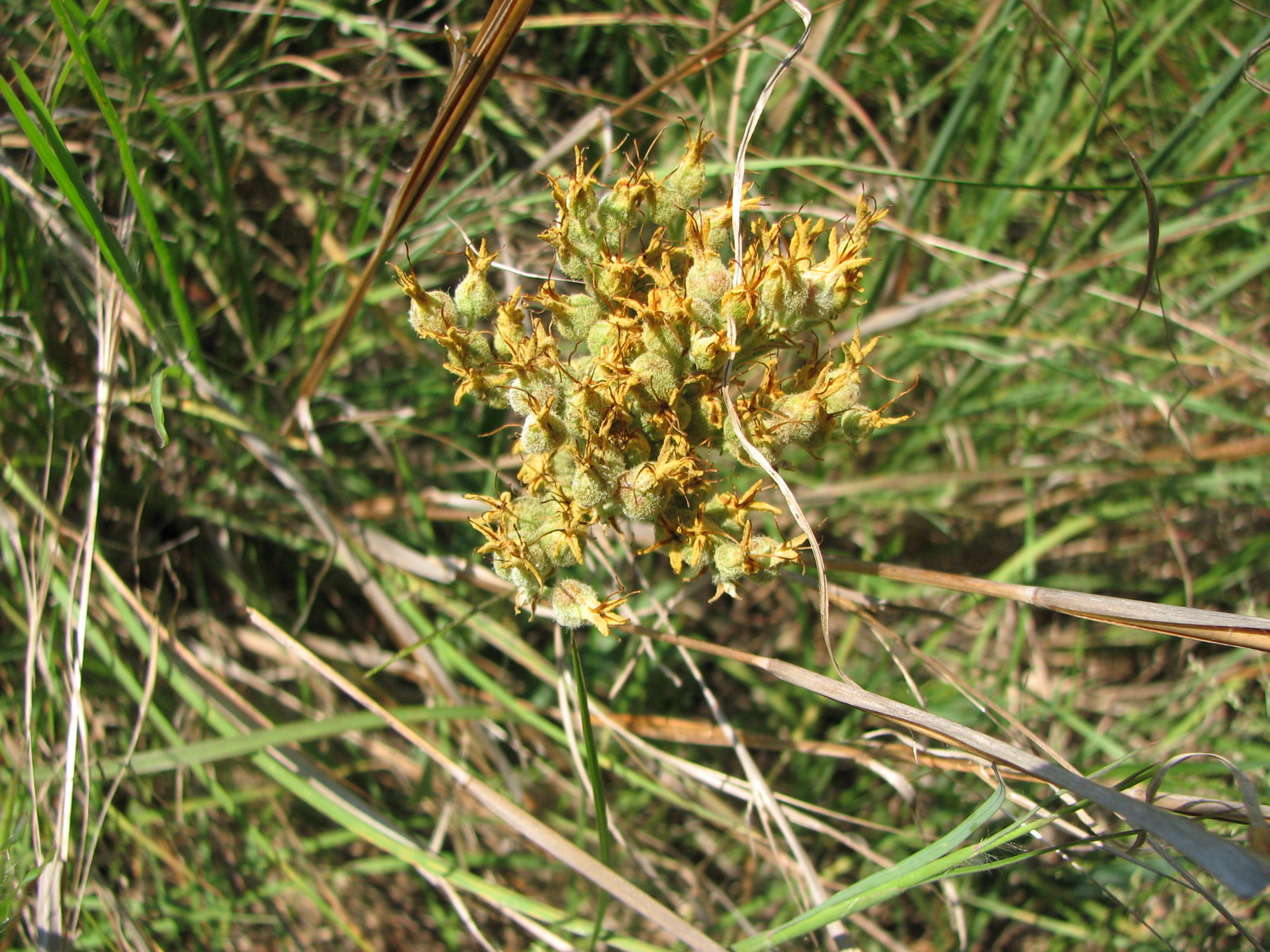
Vista de la planta

## Distribución y hábitat
Es originaria del este de Norteamérica, desde Nueva Escocia y Massachusetts en el norte,hasta el sur en Florida y Cuba, al oeste del Golfo de México a Luisiana. Prefiere los suelos húmedos, ácidos, por lo general arenosos, limitándolo a los hábitats de diferentes humedales, tales como pantanos, bosques de pinos y Everglades, entre otros. El nombre común de la planta se basa en sus raíces y rizomas rojos. Sus flores, que consta de seis tépalos de color amarillo pálido, emergen a partir de mediados a fines de verano. La planta es a veces una maleza importante en  los pantanos.

## Descripción
Planta con rizoma de 1.4 x 0.6 cm. Tallo aéreo de 4-9 x 0.2-0.3 cm, glabrescente, densamente blanco peloso en la parte superior. Hojas basales de 12-61 x 0.6-1 cm, lineares o ensiformes, glabras en ambas superficies, enteras, cilioladas hacia el ápice. Hojas caulinares reducidas. Inflorescencia de 6-7.5 x 4.5-8 cm; pedúnculo 4-9 x 0.2-0.3 cm; ejes de racimos 5-5.7 cm x 1-1.5 mm, densamente blanco pelosos; brácteas 4-14 x 0.5-2 mm, lineares o ensiformes, densamente blanco pelosas abaxialmente, glabras adaxialmente. Flores con los pedicelos 6 x 1 mm, densamente blanco pelosos; tépalos internos 7 x 1 mm, los externos 5 x 7 mm, pelosos por fuera, glabros por dentro; estambres 8 x 0.1 mm, los filamentos 6 x 0.2 mm, glabros, las anteras 2 x 0.4 mm, glabras; ovario densamente blanco peloso; estilo glabro.

## Taxonomía
Lachnanthes caroliniana fue descrita por (Lam.) Dandy y publicado en Journal of Botany, British and Foreign 70: 329. 1932.
Sinonimia
- Dilatris caroliniana Lam., Tabl. Encycl. 1: 127 (1791).
- Anonymos tincotria Walter, Fl. Carol.: 68 (1788), nom. rej.
- Heritiera tinctorium Walter ex J.F.Gmel., Syst. Nat. 2: 113 (1791).
- Heritiera gmelinii Michx., Fl. Bor.-Amer. 1: 21 (1803).
- Dilatris heritiera Pers., Syn. Pl. 1: 54 (1805), nom. illeg.
- Gyrotheca tinctoria (Walter ex J.F.Gmel.) Salisb., Trans. Hort. Soc. London 1: 327 (1812).
- Dilatris tinctoria (Walter ex J.F.Gmel.) Pursh, Fl. Amer. Sept. 1: 30 (1813).
- Lachnanthes tinctoria (Walter ex J.F.Gmel.) Elliott, Sketch Bot. S. Carolina 1: 47 (1816).
- Lachnanthes tinctoria var. major Griseb., Cat. Pl. Cub.: 252 (1866).[3]